# خزنة بورسلي
خَزْنة خالد راشد بورسلي (15 مارس 1946 - 7 أبريل 2004) شاعرة كويتية. ولد في مدينة الكويت. نشأت في أسرة أدبية، وكتبت الشعر في سن الرابعة عشرة. مجازة في اللغة العربية والدراسات الإسلامية والتربوية عام 1970، ودبلوم في التربية. عملت في الحق التربوي المدرسي حتى تقاعدت. نشرت شعرها في عدد من الصحف والمجلّات الكويتية والخليجية. من دواوينها الشعرية أزهار أيّار 1979 وجراحات كويتيّة. توفيت في مسقط رأسها.

## سيرتها
ولدت خزنة خالد راشد بورسلي في بالكويت في يوم 15 مارس 1946 في حي شرق بمنطقة العاقول. نشأت في بيئة أدبية تتذوق الفن والأدب، فمنها الشاعر المعروف فهد بورسلي الذي تأثرت به كثيراً ومن أسرتها أيضاً الشاعر الغنائي المعروف بدر بورسلي. تأثّرت بهذه البيئة الشعرية الأدبية وقرأت للشعراء المتصوفين وشعراء المهجر فعاشت مع أشعار العذريين والمتصوفين.

حصلت على ليسانس في اللغة العربية والدراسات الإسلامية وفي عام 1978 حصلت على دبلوم التربية في جامعة الكويت وعملت معلمة في مدرسة العصماء الثانوية كما شغلت وظيفة رئيسة النشاط المدرسي في مركز بحوث المناهج التابع لوزارة التربية عام 1980. 

كانت عضوة في رابطة الأدباء في الكويت وشاركت في العديد من المهرجانات والملتقيات الأدبية والثقافية داخل وخارج البلاد.

تعتبر من الأصوات الشعرية البارزة مع تيار الأدب النسائي في الكويت الذي تمثّله د. سعاد الصباح وغنيمة زيد الحرب وجنة القريني ود. نجمة إدريس وغيرهن.

## شعرها
تتميز شاعرية خزنة بورسلي بأنها «تحلم بعالم مثالي وتتخيل هذه الأرض جزيرة تفيض بالخير والثمار وتغرد عليها عصافير الحب وطيور السلام وزهور الجمال. فالشاعرة ترى الأشياء حولها في صورة نابضة بالأطياف والغناء والجمال.. وكأنها نغمة حائرة في فضاء الكون تبحث عن زمن خاص بها وعلاقات إنسانية رائعة ولذلك ترفض أن تحيا مثل سائر البشر وتبحث عن الأماني والحب والحياة.»  من شعرها:

## مؤلفاتها
لها ديوانين:
- أزهار أيار، 1979
- جراحات كويتية.

كما لها دراسة نقدية لفهد بورسلي ومجموعة شعرية مخطوطة.

## وفاتها
توفيت في 7 أبريل 2004 أو 8 أبريل في مسقط رأسهاعن عمر ناهز 58 عاما. 